# Barbara Paulson

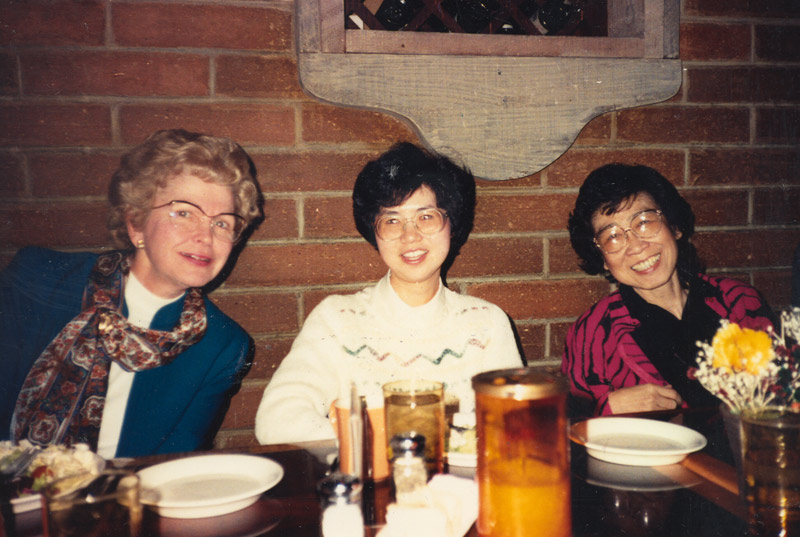
Von links nach rechts Barbara Paulson, Vickie Wang und Helen Ling. Wang wanderte 1969 aus Hongkong in die USA aus, und Ling stellte sie 1973 ein. Sie entwickelte Flugbahn- und Umlaufbahn-Bestimmungscodes für mehrere Missionen, einschließlich der Viking-Missionen zum Mars.

Barbara Paulson (* 11. April 1928 in Columbus, Ohio; † 26. Februar 2023) war eine US-amerikanische Mathematikerin. Sie gehörte zu den ersten Wissenschaftlerinnen, die am Jet Propulsion Laboratory (JPL) als menschlicher Computer Raketenflugbahnen berechneten.

## Leben und Werk
Paulson wuchs mit zwei älteren Schwestern und einem jüngeren Bruder auf. Nachdem sie ein Jahr lang die Ohio State University besucht hatte, zog sie mit ihrer Familie nach Pasadena (Kalifornien). 1948 ging sie als menschlicher Computer an das Jet Propulsion Laboratory (JPL) und berechnete Raketenbahnen. Sie arbeitete auch an der MGM-5 Corporal, der ersten von den USA entworfenen Lenkwaffe, die einen Atomsprengkopf trug. Sie wurde dem Organisationsteam für den Explorer 1 zugewiesen, der als erster Satellit der USA im Weltraumrennen mit der Sowjetunion am 31. Januar 1958 gestartet wurde. Sie arbeitete mit minimaler Ausrüstung: einem Druckbleistift, einem Leuchttisch und Rasterpapier.
1959 heiratete sie in Pasadena Harry Murray Paulson und erwartete 1960 ihr erstes Kind. Als sie wegen ihrer Schwangerschaft nach einem Parkplatz in der Nähe ihres Arbeitsplatzes fragte, wurde sie entlassen, da JPL zu diesem Zeitpunkt keine schwangeren Frauen beschäftigte. Da entlassene Frauen nach der Geburt nicht mehr an ihren Arbeitsplatz zurückkehren konnten, setzte sich Paulsons Vorgesetzte Helen Ling dafür ein, diese Frauen wieder einzustellen, die gezwungen waren, das Unternehmen ohne Elternurlaub zu verlassen. 1961 nahm Paulson dieses Angebot von Ling an und kehrte ins Labor zurück. Als sie zum zweiten Mal schwanger wurde, beantragte sie keinen besseren Parkplatz.
In den 1960er Jahren begann JPL Missionen für den Mond und andere interplanetare Erkundungen zu planen. Paulson und Ling berechneten die Flugbahnen der Mariner-Sonden, die später zur Venus und zum Mars gesendet wurden. Paulson und ihre Kollegen stellten fest, dass nur kurze Zeitrahmen und Startmöglichkeiten vorhanden waren, die den idealen Transit von der Erde zum Ziel ermöglichten. In den späten 1960er Jahren erhielt Paulson den Titel einer Ingenieurin und wurde schließlich Supervisor im Labor. 
In den 1970er Jahren spielte sie eine wichtige Rolle im Viking-Programm, dem ersten Lander, der die Oberfläche des Mars erreichte. Paulson berechnete erfolgreich die Flugbahn, die die Viking-Sonde für ihren elfmonatigen Transit zwischen Erde und Mars benötigte. Ihre Berechnungen erwiesen sich auch als wesentlich während der Eintritts-, Abstiegs- und Landephase der Mission, in der sich der Lander vom Raumschiff lösen, in die Marsatmosphäre eintreten und mit dem Fallschirm an die Oberfläche gelangen würde. In den späten 1970er Jahren arbeiteten Paulson und ihre Kollegen an einigen der ersten interstellaren Flugbahnen während der Planung der Voyager-Missionen, bei denen Voyager 1 nach dem Start am 5. September 1977 das am weitesten von der Erde entfernte von Menschen gebaute Objekt ist.
Paulson arbeitete bis 1993 am JPL und zog dann 2003 nach Iowa.

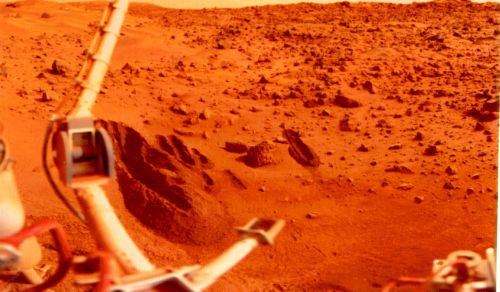
Paulsons Berechnungen trugen dazu bei, den Erfolg von Viking 1 sicherzustellen, der die ersten Bilder von der Marsoberfläche schickte (1976).

Die Rocket Girls  waren die Frauen, die vor der Entwicklung von Desktop-Computern bei der NASA und dem Jet Propulsion Laboratory (JPL) arbeiteten. Diese Frauen sind nicht sehr bekannt, aber sie haben den größten Teil aller Handberechnungen für Missionen durchgeführt. Die meisten dieser Frauen erhielten aufgrund ihrer Fähigkeiten in den Bereichen Physik und Mathematik den Spitznamen Computer.